# 日本海洋学会
日本海洋学会（にほんかいようがっかい、英: The Oceanographic Society of Japan、略称: OSJ）は、海洋学に関わる研究者・企業人・学生・教育者などから構成される日本の学会である。海洋学に関わる学術組織として日本最大の規模を誇る。会員数は2007年現在、2,000名強。
昭和初期から海洋学談話会という集まりがあって、月2回農林省水産試験場に集まり、研究の発表や論文の紹介が行われていた。この海洋学談話会が母体となり1941年1月28日に海洋学の進歩と普及を図ることを目的として設立。初代会長は岡田武松。

## 研究発表大会
年2回、春と秋に行われる。春季大会は東京近郊で開催され、総会と各種賞の授賞式および記念講演を含む。秋季大会は地方で開催されることが多く、春季大会に比べると規模も小さい。発表件数は口頭、ポスターを含めて300程度。そのうち約半数を海洋物理学や気象学に関するものが占め、残りを海洋化学や生物海洋学に関するものが占める。

## 出版物
Journal of Oceanography
英文による論文誌。インパクトファクターは1.302（2005年度）であり、海洋学に関する学術誌の中では高い部類に入る。
『海の研究』
和文による論文誌。学会記事を含む。
その他の刊行物
海洋学の普及のため、小中学生や一般向けに海洋学の書籍を多く刊行している。

## 学会賞
- 日本海洋学会賞（1名）
- 岡田賞（2名、若手研究者に与えられる）
- 宇田賞（2名、顕著な学術業績を挙げた研究グループのリーダー，教育・啓蒙や研究支援において功績のあった者）
- 日高論文賞（2論文）
- 奨励論文賞（2論文、投稿時に主著者が学生であった論文に与えられる）